# Callochiton subsulcatus
Callochiton subsulcatus är en blötdjursart som beskrevs av Kaas och Van Belle 1985. Callochiton subsulcatus ingår i släktet Callochiton och familjen Ischnochitonidae. Inga underarter finns listade i Catalogue of Life.